# Lacunariteit
Lacunariteit, als vertaling van het Engelse 'lacunarity', is een specialistische maat in de meetkunde die aangeeft hoe ruimtelijke patronen, in het bijzonder fractals, de ruimte vullen. Hoe meer of groter de gaten in een patroon zijn, hoe hoger de lacunariteit. De maat wordt gebruikt om fractals die dezelfde fractale dimensie hebben en er toch anders uitzien, van elkaar te onderscheiden. 
De term 'lacunariteit' is geïntroduceerd door Mandelbrot en komt van het Latijnse woord lacuna, dat "meer" of "gat" betekent. 
Er zijn verschillende definities van lacunariteit. Een van de definities berekent de lacunariteit met de boxmethode, die het te meten patroon overdekt wordt met vierkantjes (boxen) van een bepaalde afmeting, en in elk vierkantje telt hoeveel pixels wel en hoeveel niet tot het patroon behoren. Daarbij wordt nog onderscheid gemaakt tussen de standaard-boxmethode en de de glijdende-boxmethode. Met de standaardmethode worden de vierkantjes aansluitend naast elkaar geplaatst en bij de glijdende-boxmethode liggen de vierkantjes overlappend steeds verschoven ten opzichte van elkaar. De lacunariteit {\displaystyle \lambda } als functie van de box-grootte {\displaystyle r} is dan gedefinieerd als het kwadraat van de variatiecoëfficiënt in de verdeling van het aantal gevulde pixels in een box, dus het quotiënt van de variantie {\displaystyle \sigma ^{2}} en het kwadraat van de verwachtingswaarde {\displaystyle \mu }. Omdat de verdeling van het aantal gevulde pixels nog afhangt van de positie {\displaystyle g} waarin met tellen wordt begonnen, hangt ook de lacunariteit hiervan af:
{\displaystyle \lambda (r,g)={\frac {\sigma _{r,g}^{2}}{\mu _{r,g}^{2}}}}
Lacunariteit wordt gebruiktt in de ecologie, beeldverwerking en andere, vooral wetenschappelijke gebieden.